# Zaccagnaita-3R
La zaccagnaita-3R es un mineral espeleotémico muy raro, descubierto por primera vez en 2012 en la cueva El Soplao de Cantabria (España).
Esta zaccagnaita se forma en cuevas, es de politipo 3R y se distingue por su peculiar morfología octaédrica y un zonado de fluorescencia desconocidos en el grupo al que pertenece la zaccagnaita, el de las hidrotalcitas naturales. Es, asimismo, mucho más rico en aluminio que el politipo hexagonal (2H).
El origen de la zaccagnaita de El Soplao está relacionado con la diagénesis de los óxidos de hierro y manganeso (ricos también en aluminio y zinc), que forman los estromatolitos de manganeso descubiertos recientemente en la cueva de El Soplao.
La zaccagnaita descubierta en Italia en 2001 tiene la fórmula  Zn4Al2CO3(OH)12·3H2O y aparece en cristales hexagonales blancos asociados con la calcita en cavidades en mármol de Carrara de los Alpes italianos y se cree que se formaron por la alteración hidrotermal de esfalerita en un ambiente rico en aluminio. De ella sólo se tenían de ella unos pocos cristales microscópicos que no son iguales a los de la cueva de El Soplao: el de Carrara es zaccagnaita-2H y el de la cueva es zaccagnaita-3R.  Lleva el nombre de Domenico Zaccagna (1851–1940), un coleccionista de minerales italiano. 

## Nota
1. ↑  Cf. la edición de abril de 2012 de la revista American Mineralogist
2. ↑  Cf. "Descubren en una cueva de Cantabria un mineral desconocido hasta ahora" 12/04/2012 http://www.elmundo.es/elmundo/2012/04/12/ciencia/1334242165.html?a=2ede423fe30fdc7b3ecd6cef3ded293c&t=1334250177&numero=

- Datos: Q6170751